# エラト (小惑星)
エラト (62 Erato) は、小惑星帯に位置する小惑星の一つ。1860年9月14日にドイツの天文学者、オスカー・レサー (Oskar Lesser) とヴィルヘルム・フェルスター (Wilhelm Julius Foerster) により発見された。これは、2人以上の観測者によって発見された最初の小惑星であった。ギリシア神話に登場する女神ムーサの一柱エラトにちなみ命名された。